# Jesenovik
 Jesenovik  (olaszul:  Iessenovizza / Santa Maria del Lago) falu Horvátországban, Isztria megyében. Közigazgatásilag Kršanhoz tartozik.

## Fekvése
Az Isztriai-félsziget északkeleti részén, Labintól 20 km-re, községközpontjától 10 km-re északkeletre, az A8-as autópályát a 64-es számú főúttal összekötő 500-as számú úttól keletre, a Čepić mező északkeleti szélén és az Učka-hegység  nyugati lejtőin fekszik. Itt halad át a Šušnjevica–Kožljak út. Több kisebb szétszórt telepet (Karlović, Surjani, Soldatići, Latkovići stb.)  foglal magában.

## Története
A régészeti leletek tanúsága szerint az ókorban a kelták liburn törzse élt ezen a vidéken. A középkorban a kožljaki uradalomhoz tartozott. A 15. – 16. században isztroromán nyelvet beszélő állattartó népesség lakta. A 17. század elején az uszkók háború következtében elnéptelenedett és keletről a török elől menekülő új lakosság népesítette be. Az írásos forrásokban „Jesenovica, Jesenović, Iessenovizza, Iessenovo” alakban szerepel.  A falunak 1857-ben 245, 1910-ben 280 lakosa volt. lakói mezőgazdasággal (szőlő, gyümölcs, gabona) és állattartással (szarvasmarha, sertés, juh) foglalkoztak.  2011-ben 58 lakosa volt.

## Lakosság
| Lakosság változása | Lakosság változása | Lakosság változása | Lakosság változása | Lakosság változása | Lakosság változása | Lakosság változása | Lakosság változása | Lakosság változása | Lakosság változása | Lakosság változása | Lakosság változása | Lakosság változása | Lakosság változása | Lakosság változása | Lakosság változása |
| ------------------ | ------------------ | ------------------ | ------------------ | ------------------ | ------------------ | ------------------ | ------------------ | ------------------ | ------------------ | ------------------ | ------------------ | ------------------ | ------------------ | ------------------ | ------------------ |
| 1857               | 1869               | 1880               | 1890               | 1900               | 1910               | 1921               | 1931               | 1948               | 1953               | 1961               | 1971               | 1981               | 1991               | 2001               | 2011               |
| 245                | 242                | 271                | 280                | 277                | 280                | 250                | 237                | 227                | 217                | 155                | 106                | 92                 | 80                 | 59                 | 58                 |

## Nevezetességei
Szent Kvirin tiszteletére szentelt temploma a Lupoglav - Štalije vasútvonal felett található. A templom a 13. században épült román stílusban. Egyhajós, négyszög alaprajzú  épület, két félköríves apszissal. Késő gótikus freskói a 15. század közepén készültek, az oltár melletti északi falon jó állapotban maradtak fenn. A Szűzanya a kis Jézussal, Szent József, apostolok, szentek és próféták ábrázolása látható rajtuk. Alkotója az akkoriban ismert festő Konstanzi Albert mester volt, aki a plomini plébániatemplomban is dolgozott. A bal oldali apszisban még korábbi, 14. századi falfestmények is láthatók. Homlokzatát a 16. században építették át. A déli fal ablaka felett a kőbe faragva glagolita írással az 1507-es évszám olvasható.